# 何東序
何東序（1531年—1606年），字崇教，號肖山，山西平陽府蒲州猗氏縣人，竈籍，明朝政治人物。

## 生平
嘉靖三十一年（1552年）壬子科山西鄉試第九名舉人。嘉靖三十二年（1553年）中式癸丑科二甲第八名進士。户部观政，授户部主事，升员外、郎中，升直隸徽州府知府，四十五年被劾，回籍听勘。同年闰十月，量调浙江衢州府。隆慶二年（1568年）二月升山东按察司副使，四年三月升都察院右僉都御史、巡撫延綏，五年三月被弹劾，令致仕。三十六年七月賜祭葬。

## 著作
著有《九愚山房诗集》十三卷。

## 家族
曾祖何純；祖父何廷璋；父何尚德，開封府同知。前母王氏；潘氏。兄東璧（监生）、弟東觀、東麟、東膠、東鳳、東驥。